# Бразилия на летних Олимпийских играх 1920
Бразилия принимала участие в Летних Олимпийских играх 1920 года в Антверпене (Бельгия) в первый раз за свою историю, и завоевала по одной медали каждого достоинства.

## Медалисты
| Медаль  | Спортсмен                                                                          | Вид спорта | Дисциплина                                                 |
| ------- | ---------------------------------------------------------------------------------- | ---------- | ---------------------------------------------------------- |
| Золото  | Гильерме Парайнсе                                                                  | Стрельба   | Мужчины, армейский пистолет, 30 м                          |
| Серебро | Афраниу да Коста                                                                   | Стрельба   | Мужчины, произвольный пистолет, 50 м                       |
| Бронза  | Афраниу да Коста Дариу Барбоза Гильерме Парайнсе Фернандо Соледади Себастиан Вольф | Стрельба   | Мужчины, произвольный пистолет, 50 м, командное первенство |